# 白い春
『白い春』（しろいはる）は、2009年4月14日から6月23日まで毎週火曜日22:00 - 22:54に、関西テレビとメディアミックス・ジャパン（MMJ）の共同制作により、フジテレビ系の「火曜22時枠」で放送された日本のテレビドラマ。主演は阿部寛。

## 概要
『結婚できない男』から約3年振りに阿部寛が関西テレビ制作火曜夜10時枠に出演。連続ドラマ初出演の娘役・大橋のぞみと共に、親子愛を描く。
キャッチコピーは「血はつながってる。心はどうだ。」
当初の話題と注目は、「崖の上のポニョ」の主題歌をメガヒットさせ、連続ドラマ初レギュラーとなる大橋のぞみにあった。しかし、次第に本作での好演を高く評価された遠藤憲一への注目が集まるようになり、強面と裏腹に根が小心という本人のギャップも相まって人気を博すようになる。また、脇役ながら好演した吉高由里子も、着実に人気女優に成長していくことになる。

## あらすじ
殺人の罪で刑務所に収監され、9年の刑期を終えた元暴力団組員佐倉春男（阿部寛）は出所後、事件前に付き合っていた恋人・高村真理子（紺野まひる）の消息を訪ねるが、すでに病死していたことを知らされる。そんな春男の前に一人の少女・村上さち（大橋のぞみ）が現れる。さちは強面な春男に物怖じすることなく接する。重病を抱えた真理子に必要な手術費用800万円のため殺人罪を被った春男だが、その金は真理子のもとには届いていなかったのだ。行き場を失った春男はねぐらとして利用したネットカフェで西田栞(吉高由里子)と小島勇樹 (遠藤雄弥)のカップルと知り合う。妙に人懐っこい栞に誘われ春男は二人と同居生活を始める。
一方、さちの保護者でパン屋の店主村上康史（遠藤憲一）は人相の悪い男がさちの回りをうろついていると知って慌てる。康史の義妹高村佳奈子 (白石美帆)も警察に相談すべきだと勧める。だが、男の正体は春男だった。なぜか春男を慕うさちに康史は複雑な気持ちを隠せない。康史は春男の収監がショックで倒れた真理子を病院に運んだことが縁で知り合い、真理子がさちを産むのに立ち会っていた。そして、真理子を看取った後、さちを我が子として育ててきたのだった。さちの本当の父親は春男であり、康史とさちは赤の他人だった。康史から事実を打ち明けられた佳奈子は動揺する。春男は出店の時期から康史が金を奪って店を出したと誤解、一方の康史も身重の恋人が居るのに殺人を犯した春男の人間性を誤解しいがみ合う。だが、事実が徐々に明らかになる。愛する真理子との将来のために足抜けと治療費のため組の命令で泥を被った春男は裏切りに遭っていた。春男の出所を待つ真理子のため、康史は真理子を愛しながらも純情を貫き、籍も入れていなかった。やがて春男もさちが我が子であると知る。実の父親と育ての父親が苦悩を深める中、屈託ないさちは春男や栞と関係を深めていく。
さちのために更生の道を模索する春男。さちとの絆を大事にしたいと思いつつ、なんとか春男の力になりたいと葛藤する康史。不器用な二人の男に佳奈子、栞もなにかと協力を惜しまない。だが、事態は思いがけぬ方向へと向かうのだった･･･。

## 登場人物

### 主要人物
- 佐倉春男 - 阿部寛

本作の主人公。元はヤクザ（ただし、組織ではチンピラ的存在）だったが、当時同棲していた恋人の真理子を支えるため足を洗おうとした。しかし、病気である恋人の治療費と組から足を洗うための条件として対立している組長の殺害を命じられ実行。殺人を犯したことで逮捕され、真理子とも一方的に別れた。9年後、刑期を終えて出所するも最愛の人を失ったことで自暴自棄になっていたところをさちと出会う。しかし、彼女が自分の娘であることは知らない。一匹狼的で人を頼ることを知らず、他人を信用もしていない。だが、さちや栞のように自分を慕う存在によって少しずつ変わっていく。根は生真面目で情誼に厚い。
- 村上康史 - 遠藤憲一

本作のもう一人の主人公。「むらかみベーカリー」店長で、さちの父親がわり。真面目で善良な人間であるが、臆病で慎重な性格。春男が刑務所に入った頃に、真理子と出会い、惹かれる。彼女が妊娠していることも承知の上だったが、結局実らなかった。真理子の死後、さちを引き取り、実子のように育てる。当初、春男の人間性を誤解していたこともあって関係は悪かったが、同じ女性を愛した男同士徐々に理解し合うようになる。更生のための様々な試みに失敗した春男のため彼を見習い職人として雇い入れる。従業員たちの猛反対に遭うが春男は少しずつ理解され受け入れられるようになっていたが･･･。
- 村上さち - 大橋のぞみ

春男の実娘で、現在は康史の元で育てられている。純粋で心優しい性格であるが、大人に対しても全く物怖じせず、内面を言い当てることもある。春男にも親しく接するが、彼が実父であることは知らない。

### むらかみベーカリー
- 高村佳奈子 - 白石美帆

真理子の妹で、さちの叔母。離れて暮らしていた真理子とは疎遠だったため、真理子と春男が交際していた事実は知らない。入院中の真理子を通して康史と知り合った。姉の死後、幼い子供を抱えて苦労する康史を見かねて店を手伝い始め、母親代わりとして、さちの面倒も見ている。真理子と康史の事情を知らなかったため康史を「お義兄さん」と呼んでいる（事情が分かってからも、「今更、何て呼べばいいの」ということで呼び方を変えていない）。
主な三人は「むらかみベーカリー」の店員。事情があるとはいえ、店の前に妨害工作をしていた春男が、後に従業員になることに快く思っていなかった。
- 田村絵美 - 長井梨紗
- 松下晃代 - 福井仁美
- 山中恵一 - 村上剛基

村上が信頼する若手のパン職人。
春男を従業員になる前から一番彼のことを目の敵にしており、春男よりもかなり年下にもかかわらず終始タメ口だった。

### 春男の関係者
- 高村真理子 - 紺野まひる

春男の元恋人で、さちの実母。春男が身柄を拘置所に移送されるのを見送っていた際に倒れ、たまたま通りかかった康史に助けられた。性格は純真無垢。病弱にもかかわらずさちを出産。その後病気が悪化し他界した。
- 西田栞 - 吉高由里子

フリーター。ネットカフェに泊まった時に春男と知り合い、彼に興味を持つ。建前だけの生き方に疑問を持ち、そんな大人達を見返すためにも大きな成功を狙っている。興味本位で春男を調べているうちに衝撃的な事実を知ってしまい、不器用な春男とさちの仲立ちになるべく奔走する。口では強がり、独り善がりを気取っていても本当は心優しい春男を本気で好きになっていく。
- 小島勇樹 - 遠藤雄弥

フリーター。いつも無一文で、多少悪事をしてでも裕福な生活を送りたいと思っている。栞のことが好きではあるが、全く相手にされず、栞が興味を持つ春男に敵愾心を抱く。屋台を開くも取り立てに遭い屋上に逃げ住み込む、チンピラに栞が襲われても、助けようとはせず、すぐに春男に助けを求めるなどヘタレな面がある。なんとか成功しようと足掻くうちに引き返せない泥沼に堕ちてしまう。その後はワッフル機を用いてワッフルを売っていた。
- 安岡竜也 - デビット伊東

春男の友人で、かつては彼と同じヤクザだったが、現在は足を洗い、スナック「ムーンライト」を経営している。
- 三枝圭子 - 中島ひろ子

竜也の友人で、「ムーンライト」を手伝っている。

### その他
- 河合先生（さちの担任） - 阿南敦子
- 下総屋食堂店主 - 依田英助

### ゲスト
- 山倉組長 - 谷村好一
- 田島利三 - 品川徹
- 派遣の男 - 八十田勇一
- 水上刑事 - 神保悟志
- 春男の清掃仲間 - 小林隆
- 柿本 - 津田寛治
- 真鍋医師（さちの担当医） - 小須田康人
- 西田真一（栞の父） - 佐戸井けん太
- 田所（安岡の友人） - 柴田次郎
- 山倉和也（山倉の息子） - 波岡一喜

## スタッフ
- 脚本： 尾崎将也
- プロデューサー： 安藤和久、吉條英希、東城祐司、伊藤達哉、浅井千瑞
- 演出： 三宅喜重、小松隆志、植田尚
- 音楽： 仲西匡
- 制作： 関西テレビ、MMJ

## 主題歌
- 阪井あゆみ「横顔」（EMIミュージックジャパン）

## 放送日程
| 各話                                                        | 放送日        | サブタイトル   | 演出     | 視聴率 |
| ----------------------------------------------------------- | ------------- | -------------- | -------- | ------ |
| 第1話                                                       | 2009年4月14日 | 運命の出会い   | 三宅喜重 | 13.7%  |
| 第2話                                                       | 2009年4月21日 | 少女の約束     | 三宅喜重 | 10.0%  |
| 第3話                                                       | 2009年4月28日 | 少女と母の秘密 | 小松隆志 | 10.4%  |
| 第4話                                                       | 2009年5月5日  | 本当の父親     | 植田尚   | 12.5%  |
| 第5話                                                       | 2009年5月12日 | 俺には娘がいた | 三宅喜重 | 11.8%  |
| 第6話                                                       | 2009年5月19日 | 運命の絆第二章 | 小松隆志 | 11.9%  |
| 第7話                                                       | 2009年5月26日 | 名乗れない痛み | 植田尚   | 12.6%  |
| 第8話                                                       | 2009年6月2日  | 二人のお父さん | 三宅喜重 | 14.0%  |
| 第9話                                                       | 2009年6月9日  | 娘を襲った悲劇 | 小松隆志 | 12.5%  |
| 第10話                                                      | 2009年6月16日 | 娘を救ってくれ | 植田尚   | 13.9%  |
| 第11話                                                      | 2009年6月23日 | 本当のお父さん | 三宅喜重 | 15.1%  |
| 平均視聴率・12.6%（視聴率は関東地区・ビデオリサーチ社調べ） |               |                |          |        |

## 遅れネット局
| 放送対象地域 | 放送局            | 系列                                         | 放送開始日    | 放送終了日     | 放送時間                  | 備考                  |
| ------------ | ----------------- | -------------------------------------------- | ------------- | -------------- | ------------------------- | --------------------- |
| 青森県       | 青森テレビ（ATV） | TBS系列                                      | 2009年7月27日 | 2009年8月12日  | 月曜 - 木曜 13:53 - 14:49 | 初回のみ13:53 - 14:59 |
| 山梨県       | テレビ山梨（UTY） | TBS系列                                      | 2010年4月5日  | 2010年4月19日  | 月曜 - 金曜 14:55 - 15:50 |                       |
| 山口県       | テレビ山口（tys） | TBS系列                                      | 2009年9月23日 | 2009年10月12日 | 月曜 - 木曜 13:55 - 14:49 |                       |
| 宮崎県       | テレビ宮崎（UMK） | フジテレビ系列 日本テレビ系列 テレビ朝日系列 | 2009年9月28日 | 2009年10月15日 | 月曜 - 木曜 15:58 - 16:53 | 初回のみ15:48 - 16:53 |

## 補遺
- 第6話に春男が工事現場で警備員の仕事をするシーンがあったが、エンドロールで「現行の警備業法では刑の執行が終わってから五年を経過しない者を警備業務に従事させてはならない。となっています」とテロップが表示された（詳しくは警備業法を参照）。
- 最終話の、西田栞と小島勇樹が2人で喋って歩いているシーンで、後ろの方に人間の顔が映りこむという現象があった。体や下半身は全く映っていないことや、現れてから消えるまで1秒もないことから、巷では「心霊現象」と騒がれた。2009年8月23日放送の『追跡!あのニュースの続き』（同放送局）で椿鬼奴が実際にロケ地に赴きそのシーンを検証した。ロケ地に面した食堂と隣の薬局の間に窪みがあることが確認され、椿がそこから顔を出すと問題のシーンを再現できたことや取材を受けた食堂の店主が「（映りこんでいる人は）隣の薬局に勤務している女性」と証言したことから、同番組は「心霊現象ではない」と断定した。
- 劇中にオンラインゲームの『トキメキファンタジー ラテール』、Wii専用ソフト『Wii Sports』（同ソフト収録のテニス）が登場する。